# Wilhelm Girnus

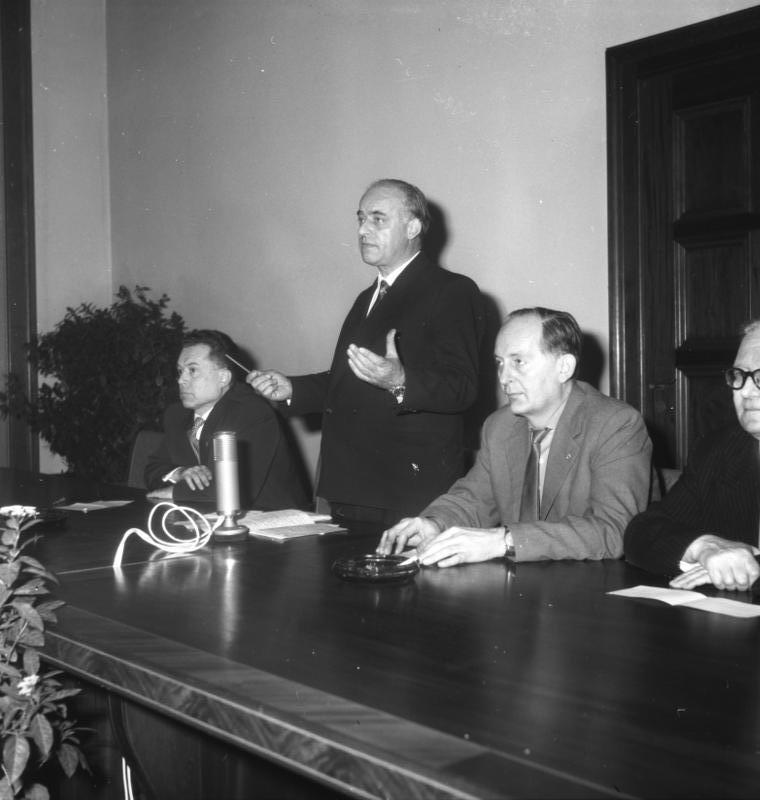
Wilhelm Girnus (links) mit Werner Hartke (Mitte) und Robert Havemann auf einem Studentenkongreß gegen Atomrüstung 1959

Wilhelm Karl Albert Girnus (* 27. Januar 1906 in Allenstein, Ostpreußen; † 10. Juli 1985 in Berlin) war ein deutscher Widerstandskämpfer gegen den Nationalsozialismus, Literaturwissenschaftler, Publizist und Politiker (SED). Er war Staatssekretär für das Hoch- und Fachschulwesen der DDR.

## Leben
Girnus wurde als einziges Kind des Gerbers und späteren Beamten Karl Girnus und dessen Ehefrau Johanna geboren. Ab 1925 studierte er an der Staatlichen Akademie für Kunst und Kunstgewerbe Breslau und der Höheren Gewerbeschule am Polytechnikum in Kassel, ab 1926 zudem deutsche und französische Literatur und Kunstgeschichte in Breslau, Paris und Königsberg. Im Sommer 1928 beendete er sein Studium an der staatlichen Kunstschule Berlin, absolvierte danach ein zweijähriges Referendariat und war anschließend als Lehrer tätig.
Girnus, der bereits seit 1926 Mitglied der Roten Hilfe war, trat 1929 in die KPD ein. Nach der Machtübernahme der Nationalsozialisten 1933 wurde er festgenommen und im KZ Quednau, Zuchthaus Brandenburg und KZ Oranienburg inhaftiert. 1934 konnte er fliehen, wurde aber 1935 erneut festgenommen und später zu fünf Jahren Zuchthausstrafe verurteilt. Nach Verbüßung der Haftstrafe wurde er in das KZ Sachsenhausen verbracht und von dort mit weiteren Häftlingen im November 1942 ins KZ Flossenbürg überstellt. Auf einem Todesmarsch gelang ihm im Zuge der Evakuierung von Flossenbürg auf dem Weg ins KZ Dachau mit einem Mithäftling die Flucht.

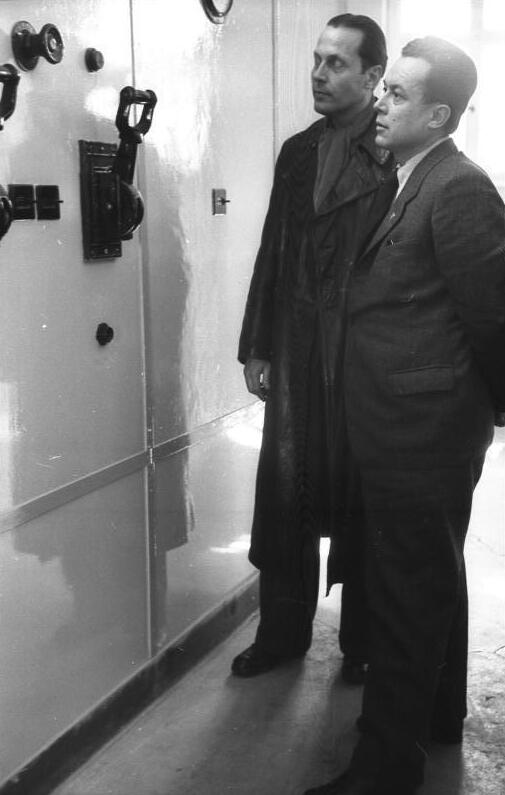
Wilhelm Girnus (rechts) mit Ingenieur Werner Möhring vor der Schalttafel des neu aufgebauten Berliner Rundfunks (1949)

Nach Kriegsende leitete Girnus ab August 1945 das Höhere Schulwesen in Thüringen. Im November 1945 beteiligte er sich am Neuaufbau des Rundfunks in der Sowjetischen Besatzungszone und wurde 1946 stellvertretender Intendant beim Berliner Rundfunk. Von 1949 bis 1953 war er Redakteur der Tageszeitung Neues Deutschland.
Während des Formalismusstreites war Girnus 1951 mit einem diffamierenden Leserbrief aus Ahrenshoop an das Neue Deutschland „Lebensfeindliche Kunstdiktatur in ‚Giebichenstein‘“ Auslöser der „Knispel-Affäre“ um Ulrich Knispel und dessen Studenten der Kunstschule Burg Giebichenstein. Die in Ahrenshoop ausgestellten Studienblätter der Studenten entsprächen nicht dem gewünschten sozialistischen Realismus, sondern zeigten Ansätze der „… amerikanischen Fäulnis-Ideologie … dekadenten Dreck des Westens …“, wie in dem Brief zu lesen war.
1953 wurde Girnus mit dem Thema „Goethe. Der größte Realist deutscher Sprache. Versuch einer kritischen Darstellung seiner ästhetischen Auffassungen.“ promoviert. Von 1953 bis 1955 fungierte er als Leiter der Abteilung Schöne Literatur und Kunst im ZK der SED und von 1955 bis 1957 als Sekretär des Ausschusses für deutsche Einheit. Girnus übte vom 28. Februar 1957 bis 4. Juli 1962 das Amt des Staatssekretärs für Hoch- und Fachschulwesen aus.
Von 1962 bis 1971 folgte eine Professur für Allgemeine Literaturwissenschaften an der Humboldt-Universität in Berlin.
Ab November 1963 war er außerdem Chefredakteur der Zeitschrift Sinn und Form und blieb dies bis Dezember 1981.

## Auszeichnungen
- 6. Mai 1955 Vaterländischer Verdienstorden in Silber und 1971 in Gold
- 1958 Medaille für Kämpfer gegen den Faschismus 1933 bis 1945
- 1966 Orden Banner der Arbeit
- 1976 Karl-Marx-Orden
- 1976 Goldene Goethe-Medaille
- 1981 Orden Stern der Völkerfreundschaft in Gold

## Werke (Auswahl)
- Zukunftslinien: Überlegungen zur Theorie des sozialistischen Realismus. (Band 44 von Zur Kritik der bürgerlichen Ideologie) Akademie-Verlag, Berlin 1974.
- Zur „Ästhetik“ von Georg Lukács: Zweitausend Jahre Verfälschung der aristotelischen „Poetik.“ Kunst und Geschichte. Band 13 von Zur Kritik der bürgerlichen Ideologie. Verlag Marxistische Blätter, 1972.
- Johann Wolfgang von Goethe: Ausgewählte philosophische Texte: mit einem Essay „Goethes Weltbild“. (Band 2 von Philosophisches Erbe) Dt. Verl. d. Wissenschaften, 1962.
- Aus den Papieren des Germain Tawordschus: unvollständiger Bericht über eine Lebenserfahrung. Hinstorff Verlag, Rostock 1982. (autobiographischer Roman)
- Wer macht Geschichte?: Zur Kritik der faschistischen Geschichtsfälschung. Volk und Wissen, Berlin 1946.
- François Marie Arouet de Voltaire. (Kurzbiographien, Leben und Schaffen). Volk und Wissen, Berlin 1947
- Die Befreiungsstunde des prometheischen Geistes. (Band 6 von Das Hochschulwesen) Deutscher Verlag der Wissenschaften, 1957.
- Literatur in der DDR: Gespräche mit Wilhelm Girnus und Stefan Heym. (Band 4 von Europäische Ideen) Hrsgg. von Andreas W. Mytze. 1974